# David Eduard Steiner

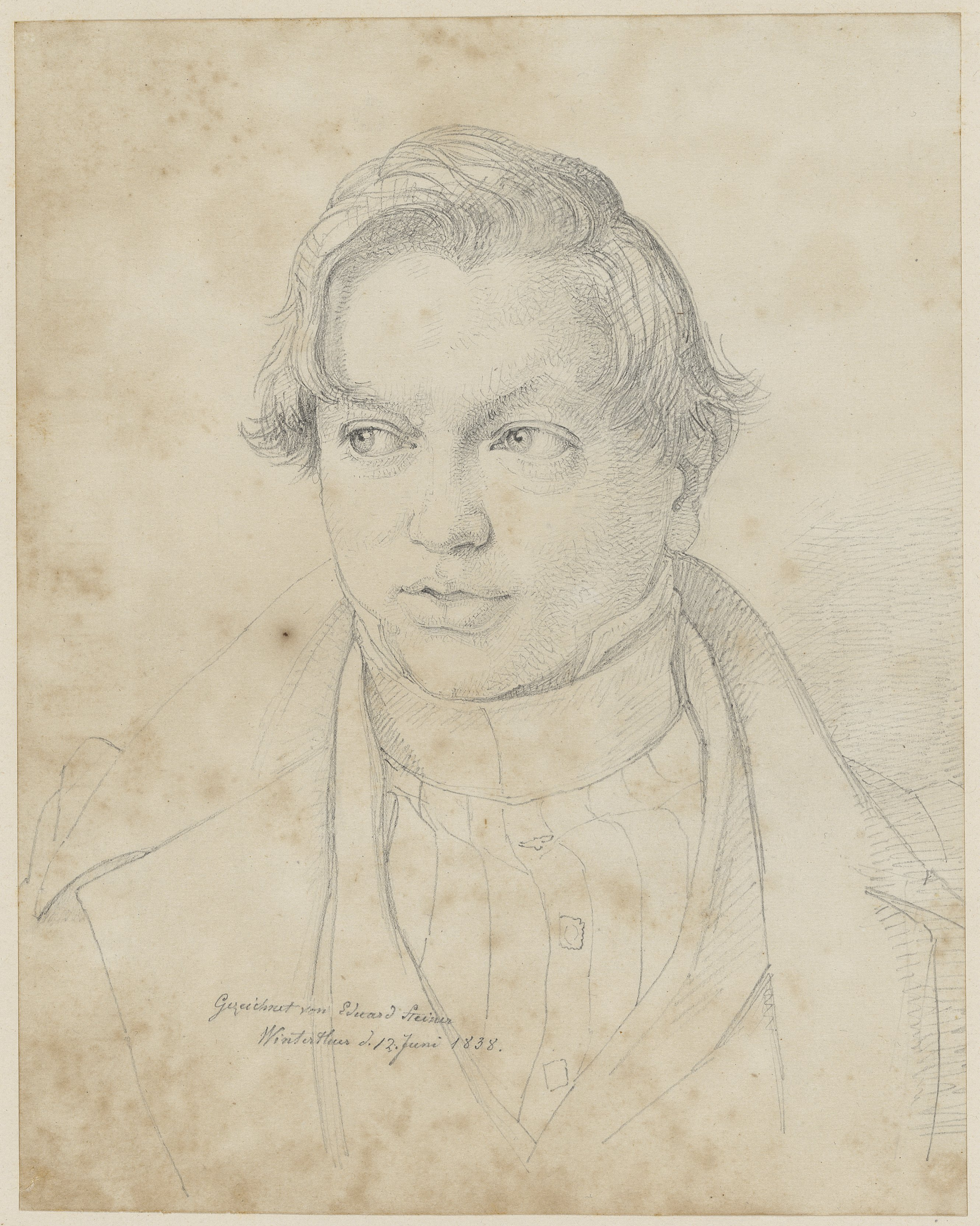
Männerporträt

David Eduard Steiner (* 7. April 1811 in Winterthur; † 5. April 1860 ebenda) war ein Schweizer Porträt- und Historienmaler, Radierer und Lithograf.

## Biografie
David Eduard Steiner erhielt den ersten Malunterricht von seinem Vater, dem Maler und Radierer Emanuel Steiner. Danach studierte er ab dem 17. Mai 1829 an der Königlichen Akademie der Künste in München. 1836 verheiratete er sich mit Susanna Kleophea Goldschmid. Er kehrte 1837 nach Winterthur zurück.
Steiner begann zunächst als Porträtmaler und beschäftigte sich ab 1840 mit der Historien- und Landschaftsmalerei. Bei Georg Christoph Friedrich Oberkogler (1774–1856) in Zürich erlernte er die Kunst der Radierung und Lithografie.
Er schuf u. a. 1856 für die Stadtbibliothek in Winterthur das Bild Ulrich Zwingli, der Martin Luther als Zeichen brüderlicher Liebe die Hand schüttelt. Steiner entwarf Festdekorationen für Offiziers-, Turn- und Schützenfeste. Gemeinsam mit dem Maler Ludwig Vogel, Johann Konrad Zeller und Hans Jakob Oeri gestaltete er 1851 die Festhütte zur 500-Jahr-Feier des Zürcher Beitritts zur Eidgenossenschaft.
Seine Werke befinden sich in den Sammlungen der Zentralbibliothek Zürich und des Kunstmuseums Winterthur.